# Craigburn Farm
Craigburn Farm är en ort i Australien. Den ligger i kommunen Onkaparinga och delstaten South Australia, omkring 14 kilometer söder om delstatshuvudstaden Adelaide. Antalet invånare är 1 661.
Runt Craigburn Farm är det ganska tätbefolkat, med 222 invånare per kvadratkilometer.. Närmaste större samhälle är Adelaide, omkring 14 kilometer norr om Craigburn Farm. 
I omgivningarna runt Craigburn Farm växer huvudsakligen savannskog. Genomsnittlig årsnederbörd är 729 millimeter. Den regnigaste månaden är juni, med i genomsnitt 133 mm nederbörd, och den torraste är december, med 21 mm nederbörd.